# Lythrum borysthenicum
Lythrum borysthenicum é uma espécie de planta com flor pertencente à família Lythraceae.
A autoridade científica da espécie é (Schrank) Litv., tendo sido publicada em Fl. Sredn. Rossii (Maevski),ed. 5 209. 1917.

## Portugal
Trata-se de uma espécie presente no território português, nomeadamente em Portugal Continental e no Arquipélago dos Açores.
Em termos de naturalidade é nativa das regiões atrás indicadas.

## Protecção
Não se encontra protegida por legislação portuguesa ou da Comunidade Europeia.